# 52-я кавалерийская дивизия
52-я кавалерийская дивизия (52 кд) — соединение кавалерийских войск РККА Вооружённых Сил СССР в период Великой Отечественной войны. Период боевых действий: с 24 июля 1941 по 13 марта 1942 года.

## История формирования дивизии
52-я кд была сформирована в Северо-Кавказском военном округе в начале июля 1941г. в районе г.Новочеркасск. Для формирования дивизии был направлен полковник Н.П. Якунин.

## Боевой путь дивизии

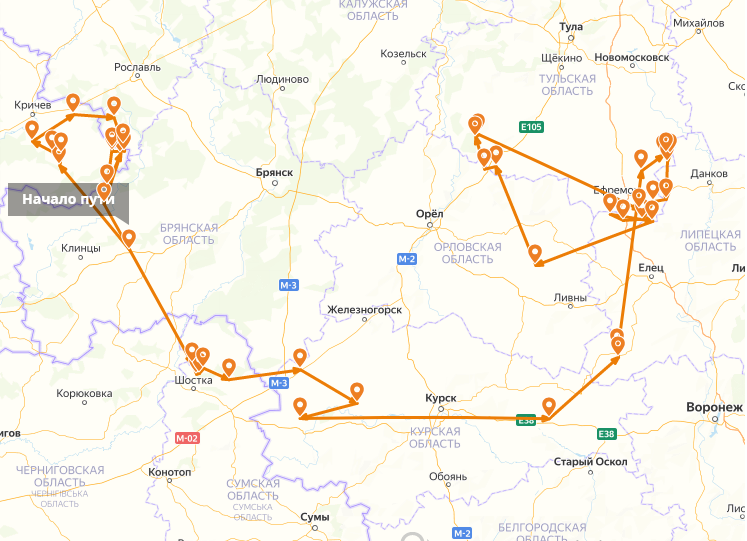
Боевой путь 52 кд

24 июля 52-я кд была переброшена на станции Коммунары, Журбин, Сураж Брянской области и дислоцирована близ поселений Осмоловичи, Костюковичи, Церковище. К 26 июля 1941 года части дивизии сосредоточены близ Унеча. Для подготовки дивизии к боевым действиям прибыл генерал-инспектор кавалерии генерал-полковник О.И. Городовиков.
30 июля совместно с другими частями Центрального фронта 52-я кд вела бои за Кричев. Участвовала в боевых операциях в рамках Смоленского сражения, выполняя задачу задержки в продвижении вражеских частей. Вместе с 4-м воздушно-десантным корпусом, 148-й и остатками 6-й стрелковыми дивизиями была направлена на боевое задание по задержке продвижений врага на юго-восток по железной дороги Кричев — Сураж.
В августе дивизия приняла участие в Гомельской оборонительной операции. 3 августа 52 кд приказано совместно с 21-й кд, 137-й и 121-й сд нанести удар по мотомех.группе противника близ посёлка Шумячи. 10-12 августа 52 кд совместно с 21-й кд близ поселений Разрытое, Петровка, Дубровка сдерживали натиск немецких войск. Близ городов Клетня, Унеча, Почеп 52-я кд продолжала наносить удары по тылам противника, выполняя боевые поручения. В ночь на 24 августа 52-я кд вышла в расположение советских войск между станциями Рассуха и Жудилов, прорвав оборону противника. 26 августа передислоцировалась в Сумскую область к селу Березовка.
23 сентября 52-я кд вошла в состав опергруппы полковника Я. К. Кулиева, основной задачей которой было отбить г. Ямполь. Группа смогла продвинуться до окраин города, где пришлось перейти к обороне. Наступление немецких войск на Москву проходило в том числе через Ямполь, где 30 сентября оперативная группа полковника Я. К. Кулиева попала в окружение, из которого удалось прорваться к вечеру 1 октября. Части группы преодолев за сутки более 40 километров вышли близ Лемишевское. Затем группа передислоцировалась в район Хинельского леса, заняв жесткую оборону. Снова прорывались с боем 3 октября и вышли к р.Свапа, где снова заняли оборону. Удержание данного рубежа позволило выйти из окружения частям 13-й армии.
2 ноября части 52-й кд участвовали в контрударе под Тулой с правого фланга. Основной задачей 3-й армии, в состав которой входила на тот момент 52-я кд, было перекрытие снабжения немецких частей на востоке от Тулы, чтобы избежать усиления вражеской группировки, наступавшей на Москву.
20 ноября согласно оперсводке 52-я кд дислоцирована на станцию Птань, для прикрытия рубежа Богоевленка — Новгородское —— Моховое, районы сосредоточения — Пятельки, Ивановка, Кукуевка. На конец ноября масштабных боевых операций не было, но проводилась разведка и подготовка контрудара. 29 ноября была оказана военная поддержка 269-й сд, которая смогла восстановить положение близ Софьинки и Рязаново. Совместно с 212-й и 269-й сд в начале декабря 52 кд нанесли контрудар так, что отбросили немецкие части на рубеж Шаховское-Софьино-Куркино.
3 декабря поступило распоряжение выдвигаться в направлении Поддолгое. В данном районе дивизия участвовала в Елецкой операции. До 8 декабря частями дивизии велись развед. вылазки к населённым пунктам Яндовка, Кольцовка, Успенское. 9 декабря части дивизии нанесли удар немецким расположениям близ Яндовки, 117 полк вёл бои за овладение Варваровкой.
12 декабря удалось добиться успеха и отбросить противника на рубеж Прилепы — Лоташек — Семенек, освободив населённые пункты Круглики, Прозоровка, Егоровна, Толстая Дубрава, захватив военные трофеи в виде транспорта и оружия. В составе 3-й армии 52 кд вела наступление на рубеж Белёв — Мценск и далее по северо-восточному берегу реки Зуша до города Новосиль.
13 марта 1942 года дивизия была расформирована, а её остатки использованы для доукомплектования 21-й, 55-й кавдивизий.

## Подчинение
| Дата                    | Фронт (округ) | Армия                    |
| ----------------------- | --- | ------------------------ |
| 10.07.1941 - 29.07.1941 | Северо-Кавказский военный округ |                          |
| 30.07.1941 - 11.1941    | на 1 августа - Центральный фронт на 1 сентября - Брянский фронт на 1 октября - группа генерала Ермакова на 1 ноября - Брянский фронт | 13-я армия (СССР)        |
| 03.12.1941 - 21.12.1941 | Юго-Западный фронт (Великая Отечественная война)                                                                                     | 3-я армия (СССР)         |
| 18.01.1942 - 10.03.1942 | Брянский фронт | 8-й кавалерийский корпус |

## Состав дивизии
- 81-й кавалерийский полк,
- 105-й кавалерийский полк,
- 117-й кавалерийский полк,
- 57-й конно-артиллерийский дивизион,
- 57-й артиллерийский парк,
- 42-й бронетанковый эскадрон,
- 39-й отдельный полуэскадрон связи,
- 21-й медико-санитарный эскадрон,
- 52-й отдельный эскадрон химической защиты,
- 37-й продовольственный транспорт,
- 226-й дивизионный ветеринарный лазарет,
- 174-я (821-я) полевая почтовая станция,
- 984-я полевая касса Госбанка[14].

## Командование
- Якунин Николай Петрович — командир дивизии с 08 июля 1941 по 03 февраля 1942, полковник,
- Мильяненков Назарий Васильевич — начальник штаба дивизии с 08 июля 1941 по 03 февраля 1942, полковник[1],
- Питуй и Коваль — военные комиссары дивизии[15].